# Franz von Holstein

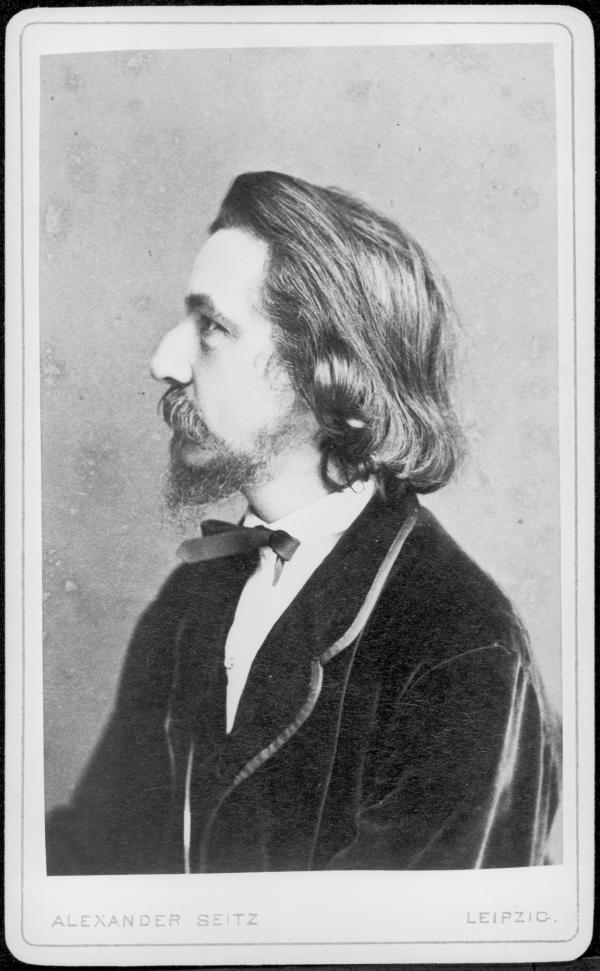
Franz von Holstein (1874)

Friedrich Franz von Holstein (* 16. Februar 1826 in Braunschweig; † 22. Mai 1878 in Leipzig) war ein deutscher Komponist.

## Leben
Er war der Sohn des aus alter mecklenburgischer Adelsfamilie stammenden herzoglich braunschweigischen Oberst und Kriegsrats Werner von Holstein (1784–1857) und dessen Ehefrau Alwine Engelbrecht. Als strenger Soldat und Aristokrat verlangte der Vater unerbittlich von seinem Sohn – trotz dem früh erwachenden musikalischen Talent – dass dieser ebenfalls die Militärlaufbahn einzuschlagen habe. Mit 16 Jahren trat er in das Braunschweiger Kadettenhaus ein. Sein Lehrer Wolfgang Robert Griepenkerl unterstützte ihn, auch seiner musikalischen Neigung gerecht zu werden.
Am 6. Oktober 1845 trat Holstein als Sekondeleutnant in das Infanterie-Regiment ein und nahm 1848/49 am Feldzug gegen Dänemark teil. Als Premierleutnant folgte ab 18. März 1850 seine Verwendung als Adjutant des 2. Landwehr-Bataillons, bis Holstein schließlich am 11. März 1853 seinen Abschied nahm.
Bereits während seiner Offiziersausbildung komponierte er die Oper Zwei Nächte in Venedig sowie Lieder und Balladen. 1853 kam er nach Leipzig, wo er bei Moritz Hauptmann Kontrapunkt studierte und Klavierunterricht bei Ignaz Moscheles hatte. Nach Aufenthalten in Rom, Berlin und Paris übernahm er 1859 in Leipzig die Leitung der Bach-Gesellschaft und war Gründungsmitglied des Bach-Vereins. Neben drei Opern schrieb er zwei Ouvertüren, eine Kantate, kammermusikalische Werke und Klavierstücke und hatte einen hervorragenden Ruf als Liedkomponist.
Holstein war eng befreundet u. a. mit Wilhelm Henzen und Heinrich Bulthaupt. Der Versuch, den damals 19-jährigen Schauspieler Joseph Kainz 1877 zu adoptieren und als Universalerben einzusetzen scheiterte, da Holstein nach einem Zerwürfnis mit dem Leipziger Theaterdirektor die Stadt verließ.
Durch Magnus Hirschfeld wurde Holsteins homosexuelle Veranlagung publik.
Holstein wurde auf dem Neuen Johannisfriedhof (jetzt Lapidarium Alter Johannisfriedhof) in Leipzig beigesetzt. In Leipzig errichtete seine Frau Hedwig, Tochter des Stadtrats Rudolf Julius Salomon, die Holstein-Stiftung, eine Stiftung zur Unterstützung unbemittelter Musikschüler.

## Werke
- Opern:
  - Der Haideschacht. (Dresden 1868)
  - Der Erbe von Morley. (Leipzig 1872)
  - Die Hochländer. (Mannheim 1876)
- Lieder für eine Stimme, Duette, gemischten und Männerchor
- Kammermusik
- Ouvertüren

## Ehrung
- 1907 wurde im Leipziger Stadtteil Reudnitz die Holsteinstraße nach ihm benannt.